# Hohenems
Hohenems je grad u najzapadnijoj austrijskoj saveznoj zemlji Vorarlbergu u okrugu Dornbirnu. Nalazi se u sredini austrijskog dijela doline Rajne. Brojem stanovnika od 15.200 peta je najveća općina u Vorarlbergu. Hohenemske atrakcije uključuju renesansnu palaču koja potječe iz 16. stoljeća te Židovski muzej.

## Vanjske poveznice
- Grad Hohenems
- Židovski muzej u Hohenemsu
- Stoffelova pilana